# Coenosia albibasis
Coenosia albibasis är en tvåvingeart som beskrevs av Stein 1920. Coenosia albibasis ingår i släktet Coenosia och familjen husflugor. Inga underarter finns listade i Catalogue of Life.